# Владавина Компаније у Индији
Индија под влашћу Компаније (енгл. Company Raj) подразумева колонијалне поседе  Британске источноиндијске компаније у Индији у периоду од 1757. до 1857. Поседи Компаније припојени су Британској империји након Индијског устанка 1857. године.

## Територијално ширење
Британска Источноиндијска компанија је до краја 18. века поседовала већи број трговачких колонија у Индији са главним центрима у Бомбају, Мадрасу и Калкути. Политика Британаца у Индији, која се до половине 18. века кретала у оквирима обезбеђења трговинског монопола, прерасла је у другој половини 18. века у борбу за стварање Британске Империје у Индији. Територијално ширење британских поседа почело је битком код Плесија (1757), којом је потчињен Бенгал. Године 1787. карнатски наваб прихватио је британски протекторат, 1790. покорио се и низам од Хајдерабада, а јужна Индија коначно је покорена у Мајсорским ратовима 1799. Држава Марата покорена је у маратским ратовима 1818, а Панџаб под влашћу Сика покорен је 1845-1849.

### Организација
Све британске територије у Индији биле су организоване у три велике провинције, назване председништвимаː
- Провинција Бенгал
- Провинција Мадрас
- Провинција Бомбај

Ове провинције биле су под директном управом чиновника Британске источноиндијске компаније и обухватале су углавном североисточну (Бенгал), југоисточну (Мадрас) и западну обалу Индије (Бомбај). Поред ових територија под директном британском управом, постојало је још око 600 мање или више независних индијских држава под влашћу локалних владара, које су до 1818. све постале вазали Источноиндијске компаније са британским чиновницима (тзв. резидентима и контролорима) који су се налазили у свакој престоници како би осигурали послушност локалних власти.

## Приватна војска Источноиндијске компаније
Прве индијске трупе организовала је Источноиндијска компанија одмах по доласку у Индију. Биле су састављене од најамника-домородаца (сепоја). Командни кадар био је домородачки, а главни задатак заштита трговачких центара. Ове мале јединице временом су прерастале у батаљоне, а касније у три армијеː
- Бомбајска армија
- Мадраска армија
- Бенгалска армија

Просторно раздвојене већим бројем независних држава, ове армије нису у почетку имале ничег заједничког. Први пут су 1748. стављене под команду једног Компанијиног официра, и почело је масовно регрутовање локалног становништва, које је униформисано, наоружано и обучено на европски начин и стављено под команду британских (Компанијиних) официра. Године 1754. у Индију су први пут стигле британске краљевске трупе, и отада се армија Индије делила на Краљевске и Компанијине трупе, европске и индијске трупе (сепоје), организоване по угледу на британску армију, док је командни кадар домородаца сведен на минимум. У току британске експанзије у Индији указала се потреба за стварањем локалних трупа, које су сачињавале гарнизоне потчињених области. Најпознатије овакве трупе биле су Хајдарабадски контингент и Панџабске граничне јединице. Коњица је регрутована по феудалном систему силхедара и одржавана о трошку локалних владара. Уочи Индијског устанка 1857, војска Компаније имала је 240.000 сепоја (у све три армије), којима је командовало по 10-20 британских официра на сваки пук (око 1.000 људи) - укупно највише око 5.000 британских официра. Уз то, постојало је само 6 европских пукова Компаније, по 2 у свакој провинцији, са по 500 војника. Сем тога, у Индији је било стационирано више јединица Краљевске (државне) британске војске, углавном на западној граници, али укупан број британских војника није прелазио од 36.000 до 50.000 у читавој Индији.

## Управа
На челу британске владе у Индији налазио се генерални гувернер Индије, са престоницом у Калкути.